# Брансон (Південна Кароліна)
Брансон (англ. Brunson) — місто (англ. town) в США, в окрузі Гемптон штату Південна Кароліна. Населення — 431 особа (2020).

## Географія
Брансон розташований за координатами 32°55′27″ пн. ш. 81°11′19″ зх. д. / 32.92417° пн. ш. 81.18861° зх. д. (32.924256, -81.188644).  За даними Бюро перепису населення США в 2010 році місто мало площу 2,63 км², уся площа — суходіл.

## Демографія
Згідно з переписом 2010 року, у місті мешкали 554 особи в 241 домогосподарстві у складі 153 родин. Густота населення становила 210 осіб/км².  Було 275 помешкань (104/км²).
Расовий склад населення:
| - 56,5 % — білих - 42,1 % — чорних або афроамериканців - 0,2 % — корінних американців |

До двох чи більше рас належало 0,7 %. Частка іспаномовних становила 0,9 % від усіх жителів.
За віковим діапазоном населення розподілялося таким чином: 22,2 % — особи молодші 18 років, 64,4 % — особи у віці 18—64 років, 13,4 % — особи у віці 65 років та старші. Медіана віку мешканця становила 40,4 року. На 100 осіб жіночої статі у місті припадало 97,2 чоловіків;  на 100 жінок у віці від 18 років та старших — 84,2 чоловіків також старших 18 років.
Середній дохід на одне домашнє господарство  становив 43 510 доларів США (медіана — 29 464), а середній дохід на одну сім'ю — 52 581 долар (медіана — 45 000). За межею бідності перебувало 23,0 % осіб, у тому числі 35,9 % дітей у віці до 18 років та 10,2 % осіб у віці 65 років та старших.
Цивільне працевлаштоване населення становило 185 осіб. Основні галузі зайнятості: освіта, охорона здоров'я та соціальна допомога — 27,0 %, виробництво — 25,4 %, будівництво — 8,6 %, транспорт — 7,0 %.